# The River's End
The River's End è un film muto del 1920 diretto da Victor Heerman e Marshall Neilan. La sceneggiatura si basa su The River's End: A New Story of God's Country, romanzo di James Oliver Curwood pubblicato a New York nel 1919.

## Produzione
Alcune scene del film, prodotto dalla Marshall Neilan Productions, furono girate a Bear Valley.
Victor Heerman supervisionò l'inserto delle didascalie, dirigendo diverse scene sotto la supervisione di Neilan.

## Distribuzione
Distribuito dalla First National Exhibitors' Circuit, il film uscì nelle sale cinematografiche statunitensi il 22 febbraio 1920. In Svezia, fu distribuito il 6 dicembre 1920 con il titolo Gengångaren; in Francia, il 21 aprile 1923 come Les Deux Cicatrices; in Finlandia il 18 febbraio 1923 mentre in Danimarca venne ribattezzato Paa Flugt for Loven.